# جون كوفور
جون كوفي أجيكوم كوفور (بالإنجليزية:  John Kofi Agyekum Kufuor)‏ ولد في 8 ديسمبر 1938 . هو الرئيس الحادي عشر لجمهورية غانا منذ 7 يناير 2001 وحتى 7 يناير 2009 .حيث فاز في الانتخابات التي أقيمت في العام 2000 على جيري رولينغز.

## وصلات خارجية
- جون كوفور على موقع الموسوعة البريطانية (الإنجليزية)
- جون كوفور على موقع مونزينجر (الألمانية)
- جون كوفور على موقع إن إن دي بي (الإنجليزية)
- جون كوفور على موقع أوليمبيديا (الإنجليزية)

- الموقع الرسمي لمكتب رئيس جمهورية غانا
- الموقع الرسمي لحكومة غانا